# Water Safety Plan
Der Water Safety Plan (deutsch Trinkwassersicherheitskonzept), nach der WHO-Vorlage „Managing drinking-water from catchment to consumer“ ist ein Konzept zur Sicherstellung der Wasserqualität vom Einzugs- oder Wassergewinnungsgebiet bis zur Zapfstelle, das 2003 veröffentlicht wurde.
Die Sicherstellung einer hohen Trinkwasserqualität kann einerseits durch präventive Risikominimierung (z. B. beim Grundwasser) und anderseits wiederkehrende Gütekontrollen (bis hin zu den Zapfstellen) garantiert werden. Negative Einflussfaktoren und Veränderungen der physikalischen, chemischen und hygienischen Beschaffenheit und technischer bedeutender Parameter müssen frühzeitig erkannt und vermieden werden. Dabei wurden die Elemente des aus der Lebensmittelindustrie bekannten und dort erfolgreich umgesetzten Ansatzes Gefahrenanalyse und kritische Kontrollpunkte (HACCP) eingeführt und mündeten in den Water Safety Plans. Die Entwicklung eines Water Safety Plans ermöglicht, Schwachstellen im Versorgungssystem und dem vorgelagerten Ressourcensystem zu erkennen und abzustellen. Das WHO-Konzept Water Safety Plan umfasst als aufeinander aufbauende Schritte 1. die Gefährdungsanalyse, 2. die Risikoabschätzung und die systematische Prozessbeherrschung. 
Die Relevanz von Sicherheitskonzepten in der Wasserversorgung wurde in der Bonner Charta für sicheres Trinkwasser (2004) betont. Diese Relevanz beschränkt sich nicht nur auf Entwicklungsländer, sondern ist auch in den Industrienationen von großer Bedeutung. Die  entwickelte Hilfestellungen zur praktischen Umsetzung eines Water Safety Plans, etwa 2009 ein Handbuch für große Wasserversorgungen sowie 2012 ein Handbuch und 2014 einen Leitfaden für die praktische Umsetzung in kleinen Ortschaften. Auf europäischer Ebene wurde das Konzept 2013 in der DIN-EN 15975-2 aufgegriffen; der technische Fachverband DVGW setzte ihn für Deutschland in seinem Arbeitsblatt Anforderungen an die Qualifikation und die Organisation von Trinkwasserversorgern (DVGW W 1001) bereits 2008 um.